# Canada aux Jeux olympiques d'hiver de 1956
Cet article contient des informations sur la participation et les résultats du Canada aux Jeux olympiques d'hiver de 1956 à Cortina d'Ampezzo en Italie. Le Canada était représenté par 35 athlètes. 
La délégation canadienne a récolté 3 médailles : 1 d'argent et 2 de bronze. Elle a terminé au 10e rang du classement des médailles.

## Médailles
| Médaille                            | Nom                                  | Sport               | Compétition     |
| ----------------------------------- | ------------------------------------ | ------------------- | --------------- |
| Médaille d'argent, Jeux olympiques  | Frances Dafoe Norris Bowden          | Patinage artistique | Couples         |
| Médaille de bronze, Jeux olympiques | Équipe du Canada de hockey sur glace | Hockey sur glace    | Hommes          |
| Médaille de bronze, Jeux olympiques | Lucille Wheeler                      | Ski alpin           | Descente femmes |